# Sylwester (Głowacki)
Sylwester, imię świeckie Stefan Głowacki (zm. 9 maja?/20 maja 1760) – biskup Rosyjskiego Kościoła Prawosławnego pochodzenia małorosyjskiego.

## Życiorys
Pochodził z małorosyjskiej rodziny szlacheckiej. Absolwent Akademii Mohylańskiej w Kijowie. Po uzyskaniu w niej końcowego dyplomu został zatrudniony jako wykładowca. W 1732 przybył do Kazania na zaproszenie arcybiskupa kazańskiego Hilariona i został cztery lata później. prefektem miejscowego seminarium duchownego. W Kazaniu złożył wieczyste śluby mnisze. W 1740 został rektorem seminarium duchownego w Kazaniu Dziesięć lat później został przełożonym monasteru Zaśnięcia Matki Bożej w Swijażsku i otrzymał godność archimandryty. Rektorem seminarium był jeszcze do 1744.
6 czerwca 1749 został wyświęcony na biskupa tobolskiego i syberyjskiego, natychmiast otrzymując godność metropolity. Na Syberii kontynuował działania swoich poprzedników w zakresie chrystianizacji rdzennych ludów wyznających pogaństwo. Podobnie jak działający w tym samym czasie w Kazaniu arcybiskup Łukasz posługiwał się przy tym środkami przymusu ekonomicznego i społecznego, w szczególny sposób represjonował staroobrzędowców. Sześć lat później, po wybuchu powstania w Baszkirii, został przeniesiony na katedrę suzdalską i jurjewską - w tym samym czasie arcybiskup Łukasz przestał być biskupem kazańskim. W 1760 zmarł.